# Pisolithus
Pisolithus is een geslacht van schimmels uit de familie van de Sclerodermataceae. De typesoort is Pisolithus arenarius.

## Soorten
Volgens Index Fungorum telt het geslacht 20 soorten (peildatum december 2021):
| Soortnaam                          | Auteur(s)                                | Publicatiejaar |
| ---------------------------------- | ---------------------------------------- | -------------- |
| Pisolithus abditus                 | Kanch., Sihan., Hogetsu & Watling        | 2003           |
| Pisolithus albus                   | (Cooke & Massee) Priest                  | 2018           |
| Pisolithus arhizus (Verfstuifzwam) | (Scop.) Rauschert                        | 1959           |
| Pisolithus aurantioscabrosus       | Watling                                  | 1995           |
| Pisolithus aureosericeus           | M.P. Martín, Kaewgraj., Phosri & Watling | 2016           |
| Pisolithus boorabiensis            | P. Leonard                               | 2012           |
| Pisolithus calongei                | M.P. Martín, Phosri & Watling            | 2013           |
| Pisolithus capsulifer              | (Sowerby) Watling, Phosri & M.P. Martín  | 2012           |
| Pisolithus croceorrhizus           | P. Leonard & McMull.-Fish.               | 2013           |
| Pisolithus hypogaeus               | S.R. Thomas, Dell & Trappe               | 2003           |
| Pisolithus indicus                 | Natarajan & Senthil.                     | 2005           |
| Pisolithus kisslingii              | E. Fisch.                                | 1906           |
| Pisolithus marmoratus              | (Berk.) E. Fisch.                        | 1900           |
| Pisolithus microcarpus             | (Cooke & Massee) G. Cunn.                | 1931           |
| Pisolithus orientalis              | Watling, Phosri & M.P. Martín            | 2012           |
| Pisolithus pisiformis              | (Lloyd) Rick                             | 1961           |
| Pisolithus strobus                 | Bâ, Duponnois, Diabaté & Dreyfus         | 2011           |
| Pisolithus thermaeus               | T. Lebel, Pennycook & Beever             | 2018           |
| Pisolithus tinctorius              | (Mont.) E. Fisch.                        | 1900           |
| Pisolithus tympanobaculus          | T. Lebel & M.D. Barrett                  | 2018           |